# 卯原内駅

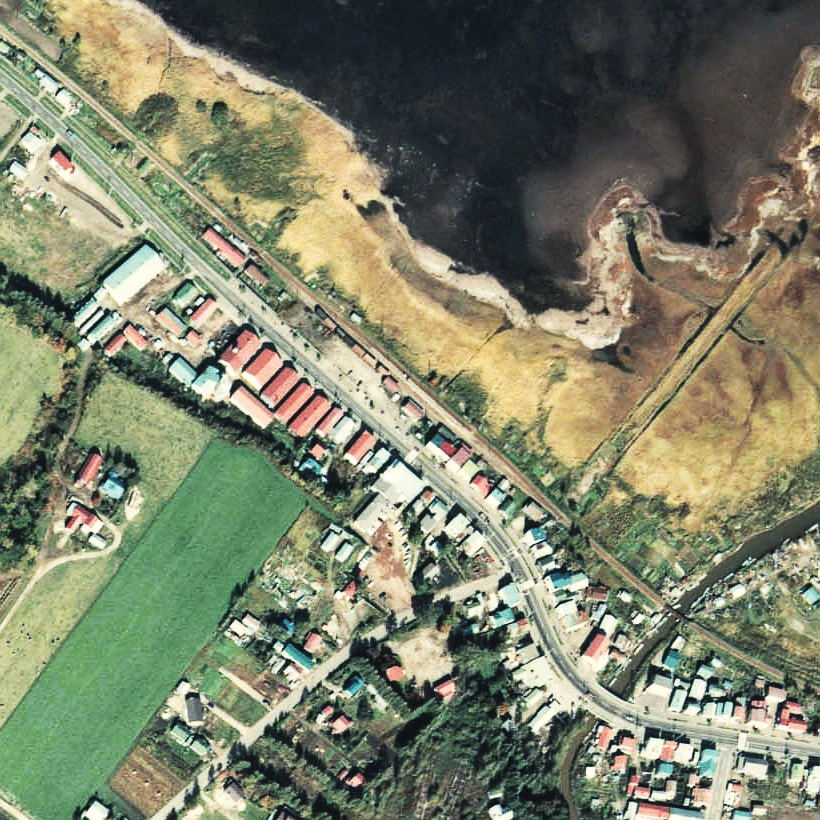
1977年の卯原内駅と周囲約500m範囲。右下が網走方面。上は能取湖。島式ホーム1面2線であるが、駅舎側は副本線扱いで、さらに駅舎側に貨物積卸線と貨物ホームを有していた。貨物ホームに貨物車両が留置されているのが見える。後に副本線は網走側分岐が切られて保線用の待機線となり、貨物線も後年撤去されて駅裏側本線へ棒線化された。

卯原内駅（うばらないえき）は、かつて北海道（網走支庁）網走市字卯原内に設置されていた、日本国有鉄道（国鉄）湧網線の駅（廃駅）である。電報略号はウイ。事務管理コードは▲122413。

## 歴史
- 1935年（昭和10年）10月10日 - 鉄道省湧網東線の網走駅 - 当駅間開通に伴い、開業[1]。一般駅[1]。
- 1936年（昭和11年）10月10日 - 当駅 - 常呂駅間の延伸開通に伴い、中間駅となる。
- 1949年（昭和24年）6月1日 - 公共企業体である日本国有鉄道に移管。
- 1953年（昭和28年）10月22日 - 中湧別駅 - 網走駅間全通により路線名を湧網線に改称、それに伴い同線の駅となる。
- 1972年（昭和47年）2月8日 - 業務委託駅となる[3]。
- 1982年（昭和57年）3月29日 - 貨物・荷物の取り扱いを廃止し[1]、無人駅化[4]。乗車券発売は簡易委託化[3]。
- 1987年（昭和62年）3月20日 - 湧網線の全線廃止に伴い、廃駅となる[1]。

### 駅名の由来
当駅が所在した地名より。アイヌ語に由来するが諸説あり、河川が能取湖に流れ込むあたりの川口が不明瞭であるさまを示した「ウパラライ」（互いに・川口・死ぬ）、もしくは「オパラライ」（河口の死んでいる？）のほか、「オパラナイ」（川口・広い・川）に由来する説もある。

## 駅構造
廃止時点で、島式ホーム（片面使用）1面1線を有する地上駅であった。ホームは、線路の南側（網走方面に向かって右手側）に存在した。かつては島式ホーム1面2線を有する、列車交換が可能な交換駅であった。1983年（昭和58年）時点では使われなくなった駅舎側の1線は交換設備運用廃止後も転轍機が中湧別方のみ維持され、行き止まりに切られた形で側線として残っていた。そのほか、本線中湧別方の旧交換設備ポイント手前より分岐し駅舎寄りを通る側線を1線有していた。
無人駅となっていたが、有人駅時代の駅舎が残っており、無人駅化後の乗車券は近くの商店に委託販売されていた。駅舎は構内の南側に位置し、構内踏切で側線を渡りホーム中央部分とを結ぶ通路で連絡した。木造板張り駅舎であった。また、1983年（昭和58年）時点では使われなくなった貨物ホームが残存し、附近の農協の駐車場として利用されていた。

## 利用状況
乗車人員の推移は以下のとおり。年間の値のみ判明している年については、当該年度の日数で除した値を括弧書きで1日平均欄に示す。乗降人員のみが判明している場合は、1/2した値を括弧書きで記した。
| 年度               | 乗車人員 | 乗車人員 | 出典   | 備考 |
| 年度               | 年間     | 1日平均  | 出典   | 備考 |
| ------------------ | -------- | -------- | ------ | ---- |
| 1978年（昭和53年） |          | 78       | [ 11 ] |      |

## 駅周辺
- 国道238号（オホーツク国道）[12]
- 北海道道591号嘉多山卯原内停車場線
- 北海道道1087号網走常呂自転車道線 - 湧網線廃線跡を再利用した自転車歩行者専用道路。
- 卯原内郵便局[12]
- 網走市立第五中学校
- 網走市立西が丘小学校
- オホーツク網走農業協同組合卯原内支所
- 卯原内川[12]
- オンコナイ川[12]
- 能取湖 - 駅から北に約0.1km[10]
- サンゴソウ（アッケシソウ）群落
- 網走バス「卯原内（鉄道記念館）」停留所

## 駅跡
旧駅構内は1988年（昭和63年）1月から網走市により「卯原内交通公園」として整備され、ホーム及びレール、またホームに横付けされ現役当時を再現する形で9600形蒸気機関車49643号機と、それに連結して国鉄の旧型客車であるオハ47形オハ47 508が静態保存・展示されている。オハ47は車内の一部が小上がりに改装されており、以前は夏期に車内での宿泊が可能だった。49643号機の近くには踏切警報機も設置されている。公園の案内板には歴史を記した「湧網線のあゆみ」と路線地図が記載されている。
また、同公園に隣接した敷地内に、バスターミナルを兼ねた瀟洒な建物である「網走市鉄道記念館」が開設され、2階に閉塞器、通標、保線用具、備品、乗車券、写真パネルなどの湧網線関連資料が保存・展示されている。中には喫茶店「エルコンドル」が入居する。
以上は2010年（平成22年）時点、2011年（平成23年）時点でも同様の状況であった。
当駅跡附近の線路跡は、北海道道1087号網走常呂自転車道線として自転車歩行者専用道路に再利用されていた。

## 隣の駅
日本国有鉄道
湧網線
北見平和駅 - 卯原内駅 - <二見中央仮乗降場> - 二見ヶ岡駅